# Берёзовая (приток Калитвы)
Берёзовая (Берёзовка) — река в России, протекает по Ростовской области. Устье реки находится в 83 км по левому берегу реки Калитва. Длина реки — 130 км, площадь водосборного бассейна — 1630 км².

## Притоки
Впадают реки (км от устья)
- 112 км: река Россишь (балка Россошь)

## Данные водного реестра
По данным государственного водного реестра России относится к Донскому бассейновому округу, водохозяйственный участок реки — Калитва, речной подбассейн реки — Северский Донец (российская часть бассейна). Речной бассейн реки — Дон (российская часть бассейна).